# フレアー法
フレアー法（フレアーほう、英: fluid attenuated IR, FLAIR）は、核磁気共鳴画像法 (MRI) において、反転回復法 (IR) における反転時間 (TI) をCSF（cerebrospinal fluid、脳脊髄液）の磁化がゼロ点を通る時間（2000ミリ秒程度）に設定してCSF信号を抑制する撮像法である。TRを長く取る必要があるため（撮影時間が長くなるので）かつてのIR法では用いられなかったが、FastSE法を採用したturbo-FLAIR法などにより実用化した。繰り返し時（5000ミリ秒程度）に比べて反転時間が長いが、シーケンスデザインの工夫により、十分なマルチスライスが得られるようになった。T2強調画像においてCSFと区別しにくい高信号病変や、くも膜下出血の診断、病変と脳室との境界の判別に有効であるとされている。